# Rybná nad Zdobnicí
Rybná nad Zdobnicí är en ort i Tjeckien. Den ligger i den östra delen av landet, 140 km öster om huvudstaden Prag. Rybná nad Zdobnicí ligger 410 meter över havet och antalet invånare är 440.
Terrängen runt Rybná nad Zdobnicí är platt österut, men västerut är den kuperad. Runt Rybná nad Zdobnicí är det ganska tätbefolkat, med 129 invånare per kvadratkilometer. Närmaste större samhälle är Ústí nad Orlicí, 15,1 km söder om Rybná nad Zdobnicí. Omgivningarna runt Rybná nad Zdobnicí är en mosaik av jordbruksmark och naturlig växtlighet.